# Мудрик Андрій Ярославович
Андрі́й Яросла́вович Му́дрик (нар. 11 листопада 1988, Легниця, Польща) — солдат Збройних сил України, учасник війни на сході України. Член екіпаж танку Т-64М (командир — Микола Тишик, навідник-оператор — Андрій Мудрик та водій-механік Олександр Пугач) 51-ї окремої механізованої бригади, який 24 серпня 2014 р. у нерівному бою біля Донецька знищив два танки Т-72 російських окупантів, третій змусив до втечі, а на четвертому повернувся до своєї частини.

## Біографія
Андрій Мудрик — представник династії військових офіцерів. Народився в Легніці (Польща), де його батько проходив службу. Потім родина переїхала до Луцька. Його прадід під час німецько-радянської війни звільняв Україну, брав Берлін. Дідусь — військовий, батько — заступник Волинського обласного військового комісара, двоюрідний брат — офіцер, також учасник АТО. Батько хотів влаштувати Андрія в академію СБУ, або в прикордонники, але той категорично відмовився, сказав, що хоче бути цивільним. Вибрав професію програміста, закінчив факультет прикладної математики Волинського національного університету, працював програмістом. Строкову службу проходив у прокуратурі, хоча рахувався танкістом. У 2014-му був мобілізований, проходив підготовку на Луцькому полігоні. У зоні бойових дій був протягом чотирьох місяців. Брав участь у боях біля Савур-могили, у невдалій операції по перекриттю російського кордону, де його частина потрапила спочатку в одне кільце, потім в друге кільце. Та бійцям вдалося уникнути полону і відійти до позицій 72-ї бригади та з'єднатись із танкістами 51-ї бригади, які також там знаходились. І тільки тоді організованою колоною виходили з котла.

## Танковий бій під Донецьком
24 серпня 2014 колона у складі чотирьох танків Т-72 та вантажівки з боєприпасами збройних сил Російської Федерації прямувала на один з блокпостів української армії під Донецьком з метою його знищити і прорватися в тил української оборони. Внаслідок відсутності протитанкових засобів в українських військових на блокпосту шанси вижити були малими, але хлопці все одно вирішили прийняти бій.
Маючи розвіддані про озброєння українських військових на блокпосту російські окупанти були певні своєї перемоги, бо за своїми характеристиками сучасні Т-72, на яких воювали росіяни, набагато перевершували старенький Т-64М, який мали у розпорядженні українські бійці, й почали розгортати лінію танків для нападу. Тієї ж миті один з російських Т-72 запалав від точного попадання снарядом з українського танка, який вискочив із засади і з першого ж пострілу підбив ціль. Російські окупанти були збентежені вкрай, бо не сподівалися, що хтось їм наважиться протистояти. Користуючись збентеженням російських танків екіпаж українського Т-64 наступним пострілом підбив вантажівку з боєприпасами (від чого ті почали вибухати один за одним) й розуміючи, що проти решти танків йому самому не встояти, почав маневрувати намагаючись відійти. Російські танки Т-72 кинулися наздоганяти відважних українських танкістів по прямій, щоб не втрачати швидкість. Зрозумівши їхній маневр, Микола Тишик заманив два російські танки прямо в болото. В результаті один із танків затонув, а інший загруз у трясовинні. Російські танкісти зуміли покинути свої машини і втекти. Четвертий Т-72 російських окупантів теж почав відходити, але, на ходу стріляючи, поцілив у Т-64. Українським танкістам вдалося загасити вогонь, а згодом і витягти з болота загрузлий Т-72 за допомогою троса. На ньому бійці повернулися у табір 51-ї бригади.

## Подальша доля
Після демобілізації мешкав у Луцьку, працював фахівцем з інформаційних технологій. На місцевих виборах у жовтні 2015 року висувався кандидатом у депутати Луцької міської ради від політичної партії «Наш край».
Став одним із засновників громадської організації «Волинська обласна організація ветеранів АТО».

## Нагороди
З листопада 2015 року Президент України Петро Порошенко за особисту мужність і високий професіоналізм, виявлені у захисті державного суверенітету та територіальної цілісності України, вірність військовій присязі нагородив всіх бійців екіпажу Миколи Тишика орденами «За мужність» III ступеня.